# Mount Healthy Heights (Ohio)
Mount Healthy Heights es un lugar designado por el censo ubicado en el condado de Hamilton en el estado estadounidense de Ohio. En el Censo de 2010 tenía una población de 3264 habitantes y una densidad poblacional de 1.621,93 personas por km².

## Geografía
Mount Healthy Heights se encuentra ubicado en las coordenadas 39°16′13″N 84°34′9″O / 39.27028, -84.56917. Según la Oficina del Censo de los Estados Unidos, Mount Healthy Heights tiene una superficie total de 2.01 km², de la cual 2.01 km² corresponden a tierra firme y (0%) 0 km² es agua.

## Demografía
Según el censo de 2010, había 3264 personas residiendo en Mount Healthy Heights. La densidad de población era de 1.621,93 hab/km². De los 3264 habitantes, Mount Healthy Heights estaba compuesto por el 57.51% blancos, el 37.5% eran afroamericanos, el 0% eran amerindios, el 0.61% eran asiáticos, el 0.21% eran isleños del Pacífico, el 0.95% eran de otras razas y el 3.22% pertenecían a dos o más razas. Del total de la población, el 2.02% eran hispanos o latinos de cualquier raza.